# Noctua nonmarginata
Noctua nonmarginata är en fjärilsart som beskrevs av Lucas 1903. Noctua nonmarginata ingår i släktet Noctua och familjen nattflyn. Inga underarter finns listade i Catalogue of Life.